# Indiile de Est Spaniole
Indiile de Est Spaniole (în spaniolă Indias orientales españolas) au fost teritoriile coloniale spaniole din Pacificul asiatic, între 1565 și 1898. Cu sediul conducerii locale în Manila, teritoriul cuprindea Insulele Filipine, Guam, Insulele Mariane, Insulele Caroline (Palau și Micronezia) și părți ale insulelor Formosa (Taiwan) și Moluccas. Între 1565 și 1821 aceste teritorii, împreună cu Indiile de Vest Spaniole, s-au aflat sub conducerea Viceregatului Noua Spanie bazat în Ciudad de México. După titlul complet, Regele Spaniei este tradițional numit și "Rege al Indiilor de Est și de Vest" (Rey de las Indias orientales y occidentales). După obținerea independenței Mexicului, trgiunea a fost condusă direct de la Madrid.  
Afacerile administrative ale Indiilor de Est Spaniole au fost gestionate de către Căpitănia Generală a Filipinelor și de Real Audiencia Manila. În urma războiului Hispano-American din 1898, majoritatea insulelor au fost ocupate de Statele Unite, iar teritorile rămase au fost vândute Germaniei prin tratatul germano–spaniol din 1899.